# Étienne-François Coignet
Pour les articles homonymes, voir François Coignet.
Étienne-François Coignet, dit François Coignet, né le 31 mai 1798 à Saint-Chamond et mort le 5 octobre 1866 dans la même ville, est un poète et bibliothécaire français.

## Biographie
Il est bibliothécaire de la ville de Saint-Chamond, et membre de la Société littéraire, historique et archéologique de Lyon de 1827 à 1831.
Il est l'un des membres-fondateurs de la Société des Étudiants en Droit de Lyon (novembre 1820).

## Publications
- Le siège de Lyon, poème dithyrambique (couronné par l'Académie de Lyon le 31 août 1825), Paris, Dupont et Roret, Lyon, Pezieux, 1825, 40 p. (Lire en ligne)
- Dithyrambe sur la mort de M. Antoine Neyrand, Lyon, J.-M. Barret, 1830, 6 p. (Lire en ligne).
- Chant national, dédié à la Garde citoyenne de Lyon, Lyon, P. Perrin, 1830, 4 p.
- Aux deux filles aimées de Loy, poème publié dans Feuilles au vent. Poésies de Jean-Baptiste Desloye, Lyon, L. Boitel, 1840 ([https://gallica.bnf.fr/ark:/12148/bpt6k3044186s Lire en ligne).